# Estádio do Morumbi
Das Estádio Cícero Pompeu de Toledo, auch bekannt als Estádio do Morumbi, kurz Morumbi, ist ein Fußballstadion im Stadtteil Morumbi der brasilianischen Metropole São Paulo im gleichnamigen Bundesstaat. Die Anlage ist die Heimspielstätte des Fußballclubs FC São Paulo. Benannt ist die Anlage nach Cícero Pompeu de Toledo, der von 1949 bis 1958 Präsident des Clubs war. Von 2024 bis 2026 trägt die Spielstätte den Sponsorennamen MorumBIS, nach einer Kekssorte des Lebensmittelkonzerns Mondelez Brasil benannt. Dafür erhält der FC São Paulo geschätzte 14 Mio. Euro. Es ist die erste Umbenennung des Morumbi seit der Eröffnung vor über 60 Jahren.

## Geschichte

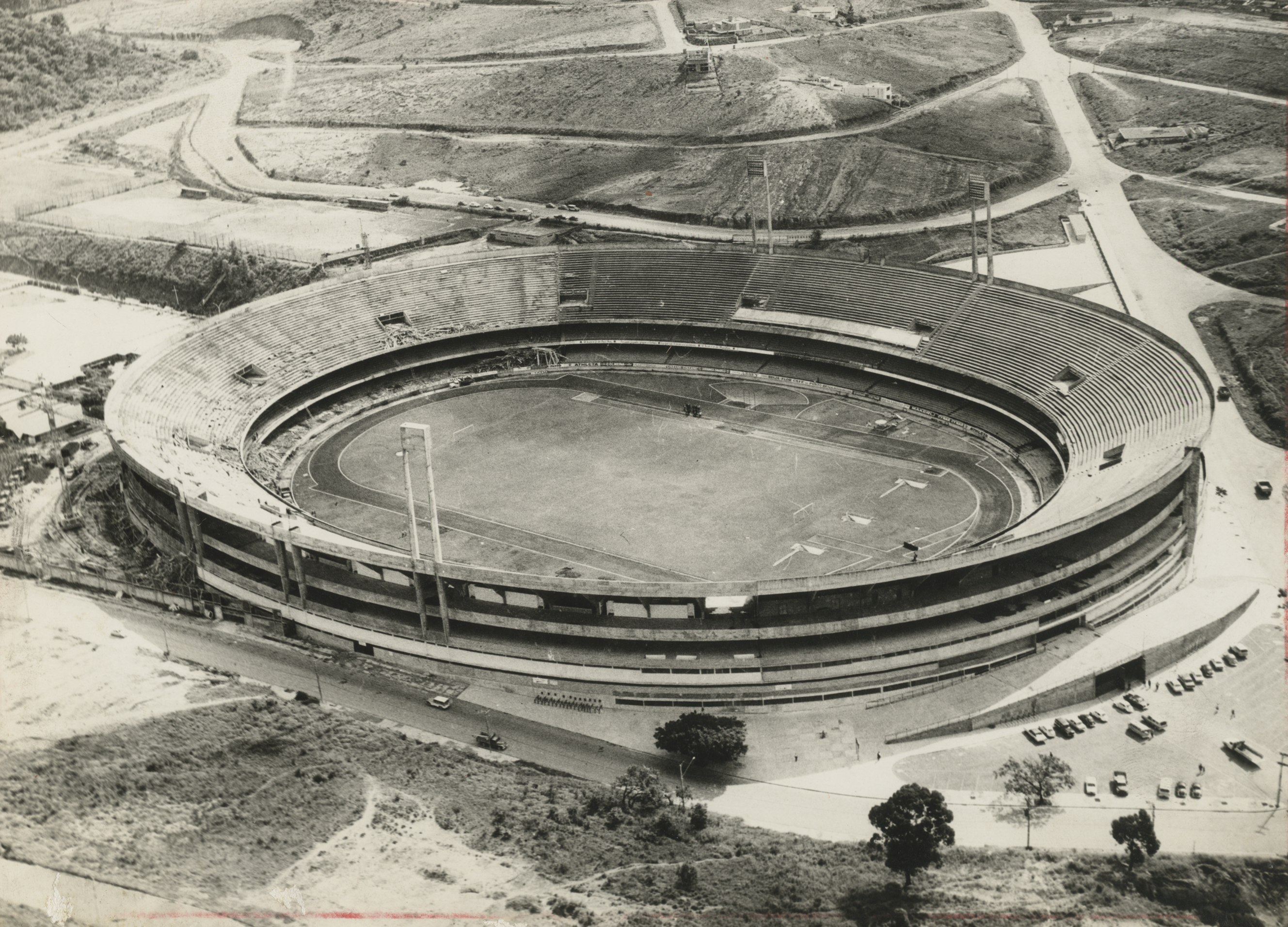
Luftaufnahme des Stadions von Morumbi am 23. Januar 1970

Die erste offizielle Partie wurde am 2. Oktober 1960 gegen den portugiesischen Fußballclubs Sporting Lissabon ausgetragen. Zu diesem Zeitpunkt hatte das Morumbi eine Kapazität von bis zu 70.000 Plätzen, welche bis 1970 auf 140.000 erhöht wurde.
1994 begann eine Renovierung des Stadions, die bis 2000 andauerte. Verschiedene Probleme wie Wassereinbruch und Risse im Gebäude machten eine Renovierung unumgänglich. Dabei wurde unter anderem auch ein neues Beleuchtungssystem installiert, und die Sicherheit des Stadions erhöht. Seither liegt die maximale Kapazität bei 80.000, wobei aus Sicherheitsgründen nur 75.000 Karten pro Spiel verkauft werden.
Nach Umbauten bietet das Morumbi seit November 2013 den Zuschauern 67.052 Plätze. Der Besucherrekord wurde mit 138.032 Zuschauern am 9. Oktober 1977 bei der Begegnung Corinthians gegen Ponte Preta aufgestellt.

## Fußball-WM 2014
Das Stadion war als eine Austragungsstätte der Fußball-Weltmeisterschaft 2014 vorgesehen, unter anderem für die Eröffnungsfeier und ein Halbfinale. Am 14. Juni 2010 wurde jedoch vom Lokalen Organisationskomitee (LOK) bekanntgegeben, dass das Morumbi bei der WM aufgrund mangelnder finanzieller Garantien zur Modernisierung des Stadions nicht genutzt werde. Die Spiele der Fußball-Weltmeisterschaft wurden stattdessen in der im Mai 2014 fertiggestellten Arena Corinthians mit damals 68.000 Plätzen ausgetragen.